# 드미트리 우글리치스키
드미트리 우글리치스키(러시아어: Дмитрий Угличский, 1582년 10월 29일 ~ 1591년 5월 15일)는 루스 차르국의 차르인 이반 4세의 늦둥이 막내아들이었으나 어린 나이에 살해당했다. 그러나 드미트리 우글리치스키가 죽은 후 보리스가 러시아를 잘 다스리지 못한데다가 천재지변까지 겹쳐 러시아 사람들은 보리스 정권을 이를 갈며 증오했다. 이때 누군가가 사실 드미트리 우글리치스키는 죽은 게 아니라 어딘가에 숨어 지낸다는 소문을 퍼뜨렸는데 보리스에 대한 불만이 극에 달해 있던 많은 러시아인들이 소문을 확신하게 되었다.
이 소문을 이용하여 드미트리 우글리치스키를 사칭한 3명의 가짜가 등장했고 그 중 가짜 드미트리 1세는 드미트리 우글리치스키의 이름으로 루스 차르국의 차르에 즉위하는 데 성공한다. 이 가짜 드미트리 1세는 폴란드에서 마리나를 데려와서 그녀와 결혼한데다가 두 가짜 드미트리 우글리치스키는 마리나와의 사이에서 아들까지 출산하였으므로 이 때문에 드미트리 우글리치스키는 생전에 한번도 본 적이 없는 마리나와 명목상으로 부부가 되어 있다.

## 가족
- 이반 4세(부친)
- 마리아 나가야(모친)
- 디미트리(형)
- 바실리(형)
- 표도르 2세(형)
- 마리나 므니제치(명분상의 부인)
  - 이반 드미트리예비치(명분상의 아들)

## 같이 보기
- 동란시대
- 가짜 드미트리 1세
- 가짜 드미트리 2세
- 가짜 드미트리 3세